# Edward Wylęgała
Edward Aleksander Wylęgała (ur. 5 czerwca 1960 w Bielsku-Białej) – polski okulista, profesor nauk medycznych, prorektor Śląskiego Uniwersytetu Medycznego w Katowicach.

## Życiorys
Syn Eugeniusza (rzemieślnika) i Michaliny (handlowiec). Uczęszczał do I LO w Bielsku-Białej. Dyplom lekarski zdobył w 1985 roku na Śląskiej Akademii Medycznej. Posiada I i II stopień specjalizacji w zakresie okulistyki.
Stopień doktorski uzyskał w 1989 roku na podstawie rozprawy Liposomalna postać deksametazonu w leczeniu doświadczalnego wirusowego zapalenia rogówki u królików (promotorem doktoratu był Jerzy Szaflik). Habilitował się w 2004 roku na podstawie oceny dorobku naukowego i pracy pod tytułem Chirurgiczne leczenie niewydolności rąbkowych komórek macierzystych rogówki w oparciu o najnowsze metody biologii molekularnej. W 2009 roku został mu nadany tytuł profesora nauk medycznych. W Śląskim Uniwersytecie Medycznym pracuje na stanowisku profesora nadzwyczajnego i kierownika Katedry i Oddziału Klinicznego Okulistyki.
W 1987 roku został zatrudniony w sosnowieckim Szpitalu Górniczym (Wojewódzki Szpital Specjalistyczny nr 5). W okresie 2005–2009 kierował Zakładem Pielęgniarstwa i Społecznych Problemów Medycznych SUM. Od 2000 roku pracuje jako profesor i ordynator oddziału okulistycznego w Okręgowym Szpitalu Kolejowym w Katowicach. Pełni funkcję kierownika Oddziału Klinicznego Okulistyki SUM. Od 1 marca 2014 roku pełnomocnik rektora SUM Przemysława Jałowieckiego ds. programów rozwojowych i innowacji. W kadencji 2020–2024 prorektor SUM ds. rozwoju i transferu technologii. Ponownie w kadencji 2024-2028.Został wybrany jako członek Senatu SUM w kadencji 2024-2028
Odbył szereg staży zagranicznych, m.in. w Pavii, Wiedniu oraz w Lexington (USA, University of Kentucky). Odbył także wizytę studyjną w Uniwersytecie Cambridge w ramach projektu Power (działanie 4.3 Liderzy w zarządzaniu uczelnią) Od 2015 roku profesor wizytujący w chińskim Hebei Eye Provincial Hospital w Xingtai.
W sierpniu 2012 roku minister zdrowia Bartosz Arłukowicz powierzył mu obowiązki konsultanta krajowego w dziedzinie okulistyki (po Jerzym Szafliku). Obowiązki konsultanta krajowego pełnił do lutego 2013 roku. 
Współpracuje z naukowymi ośrodkami w Niemczech (Uniwersytet Kraju Saary, prof. Berthold Seitz), Włoszech (Uniwersytet w Mesynie, prof. Pasquale Aragona) i Finlandii (Uniwersytet Wschodniej Finlandii, prof. Kai Kaarniranta).

## Praca kliniczna i publikacje
W pracy badawczej i klinicznej zainteresowania E. Wylęgały dotyczą między innymi przeszczepień rogówki i powierzchnia oka, schorzeń plamki żółtej (w tym AMD), badań genetycznych w okulistyce, okulistycznej chirurgii urazowej oraz koherencyjnej tomografii optycznej. Wykonuje m.in. zabiegi laserowe, operacje jaskrowe oraz zabiegi usunięcia zaćmy metodą fakoemulsyfikacji. W marcu 2010 roku zespół E. Wylęgały przeprowadził pionierski w Polsce zabieg wszczepienia protezy rogówki wykonanej z tytanu i pleksiglasu.
W 2018 dokonał pierwszego w Polsce przeszczepu uzyskanych w wyniku ekspansji ex vivo autologicznych ludzkich komórek nabłonka rogówki, zawierające komórki macierzyste w ramach badania klinicznego Holoclar. Jest pionierem wykorzystania ultradźwięków w terapii jaskry.  
Swoje prace publikował w czasopismach krajowych i zagranicznych, m.in. w „Ophthalmology", „Cornea", „Investigative Ophthalmology & Visual Science" oraz „European Journal of Ophthalmology".
Współautor opracowań:
- Optyczna koherentna tomografia. Atlas schorzeń... (2007, wraz z Dariuszem Dobrowolskim, Sławomirem Teperem i Ewą Wróblewską-Czajką), ISBN 978-83-922010-0-0
- Zabiegi pielęgnacyjno-lecznicze w okulistyce (2008, wraz z Mariolą Bartusek), ISBN 978-83-7509-074-1
- Optyczna koherentna tomografia – tom 1 (wraz z Anną Nowińską i Sławomirem Teperem), ISBN 978-83-61257-33-2
- Zwyrodnienie plamki związane z wiekiem (2011, wraz ze Sławomirem Teperem i Jarosławem Piłatem), ISBN 978-83-61257-49-3
- Choroby rogówki (2014, wraz z Dariuszem Dobrowolskim i Dorotą Tarnawską), ISBN 978-83-61257-98-1
- Cukrzycowa choroba oczu redakcja Edward Wylęgała i Edward Franek, ISBN  978-83-949906-3-3

## Członkostwo w organizacjach
Od 1987 roku jest członkiem Polskiego Towarzystwa Okulistycznego (oddział śląski, sekcja rogówkowa). 
Ponadto jest członkiem m.in.: Polskiego Towarzystwa Transplantologicznego (od 2002), Włoskiego Towarzystwa Okulistycznego (od 1991, wł. SOI – Societa Oftalmologica Italiana), Amerykańskiej Akademii Okulistyki (od 1997, ang. American Academy of Ophthalmology, AAO), Amerykańskiego Towarzystwa Chirurgii Zaćmy i Refrakcyjnej (ang. American Society of Cataract and Refractive Surgery, ASCRS), Europejskiego Towarzystwa Chirurgów Zaćmy i Refrakcyjnych (1998) oraz Międzynarodowego Towarzystwa Schorzeń Powierzchni Oka (2001). Od 2023 jest członkiem korespondentem wydziału lekarskiego Polskiej Akademii Umiejętności. 

## Nagrody i wyróżnienia
Jest laureatem Śląskiej Nagrody im. Juliusza Ligonia oraz Patrymonium Crucis. Uhonorowany indywidualną nagrodą Ministra Zdrowia i Opieki Społecznej za wybitne osiągnięcia w dziedzinie mikrochirurgii oka. W 2022 otrzymał patent Liderów innowacyjności wraz z prof. Anat Loewenstein podczas zjazdu Stowarzyszenia Chirurgów Okulistów Polskich. W 2018 wyróżniony Platynowym Laurem Umiejętności, przyznanym przez środowiska gospodarcze Śląska i Opolszczyzny. Podczas XI Międzynarodowego Salonu Fotografii Artystycznej Lekarzy PhotoArtMedica otrzymał brązowy medal i nagrodę specjalną firmy Cooper Vision dla najlepszego autora-okulisty z Polski. Nagroda godła Teraz Polska jako Promotora ze Sląska w 2025 roku..Został wybrany jako członek Senatu SUM w kadencji 2024-2028

## Odznaczenia
W 2015 został odznaczony Krzyżem Kawalerskim Orderu Odrodzenia Polski. W 2019 otrzymał Medal Stulecia Odzyskanej Niepodległości. W 2020 za wybitne zasługi dla nauki polskiej, za osiągnięcia w działalności na rzecz rozwoju medycyny i popularyzowanie polskiej myśli naukowej na świecie otrzymał Krzyż Oficerski Orderu Odrodzenia Polski. W 2024 otrzymał Medal Złoty za Długoletnią Służbę.